# La Ribera (Villa Mercedes)
La Ribera, oficialmente: Complejo Habitacional La Ribera, es un barrio de la ciudad argentina de Villa Mercedes, en la provincia de San Luis. Por su ubicación geográfica y su importancia demográfica, a veces es considerado una localidad suburbana separada de Villa Mercedes.

## Ubicación y tamaño
La Ribera está ubicada 8 kilómetros al sur del centro de Villa Mercedes y ocupa una superficie de 300 hectáreas. Estuvo conformada inicialmente por 758 viviendas, además de servicios esenciales propios como un hospital, una escuela y una comisaría. En 2006, se añadieron 206 nuevas unidades habitacionales, llegando así a las 964.

## Historia
La Ribera fue inaugurada oficialmente el 19 de abril de 2003

## Proyectos de municipalización
En 2010, un grupo de residentes del barrio constituyó una comisión para impulsar la creación de la ciudad de La Ribera y que esta alcance el estatuto del que ya goza la ciudad de La Punta, otra localidad planificada.

## Población
Según cálculos extraoficiales, cerca de 16 mil personas viven actualmente en La Ribera. Por ser de reciente fundación (2003), el complejo no ha sido aún censado ya que el anterior censo nacional tuvo lugar en 2001. 

## Transporte
La Ribera está separada del resto de Villa Mercedes por el río Quinto. Está conectada con la ciudad a través de tres puentes. El servicio de transporte urbano lo presta la Línea E de colectivos, que une el barrio con la Terminal de Omnibus.

## Curiosidades
La mayoría de las calles de La Ribera llevan el nombre de personas desaparecidas durante la última dictadura militar que afectó a la Argentina (1976-1983). Otras calles aluden a personajes universales como Ernesto "Che" Guevara, Ana Frank o Mahatma Gandhi.